# Sowica ciemnolica
Sowica ciemnolica, w jęz. maoryskim: ruru (Ninox novaeseelandiae) – gatunek średniej wielkości ptaka z rodziny puszczykowatych (Strigidae). Występuje w całej Nowej Zelandii oraz na należącej do Australii wyspie Norfolk. Gatunek nie jest zagrożony, ale dwa z trzech jego podgatunków już wymarły.
Jedna z wielu jej nazw w języku angielskim, „boobook”, odnosi się do wydawanego przez nią charakterystycznego, dwutonowego dźwięku. Innym dźwiękiem wydawanym przez sowicę ciemnolicą jest niskie, powtarzalne i monotonne mor-mor-mor. Stąd pochodzi inna potoczna nazwa w języku angielskim: „morepork”.

## Systematyka

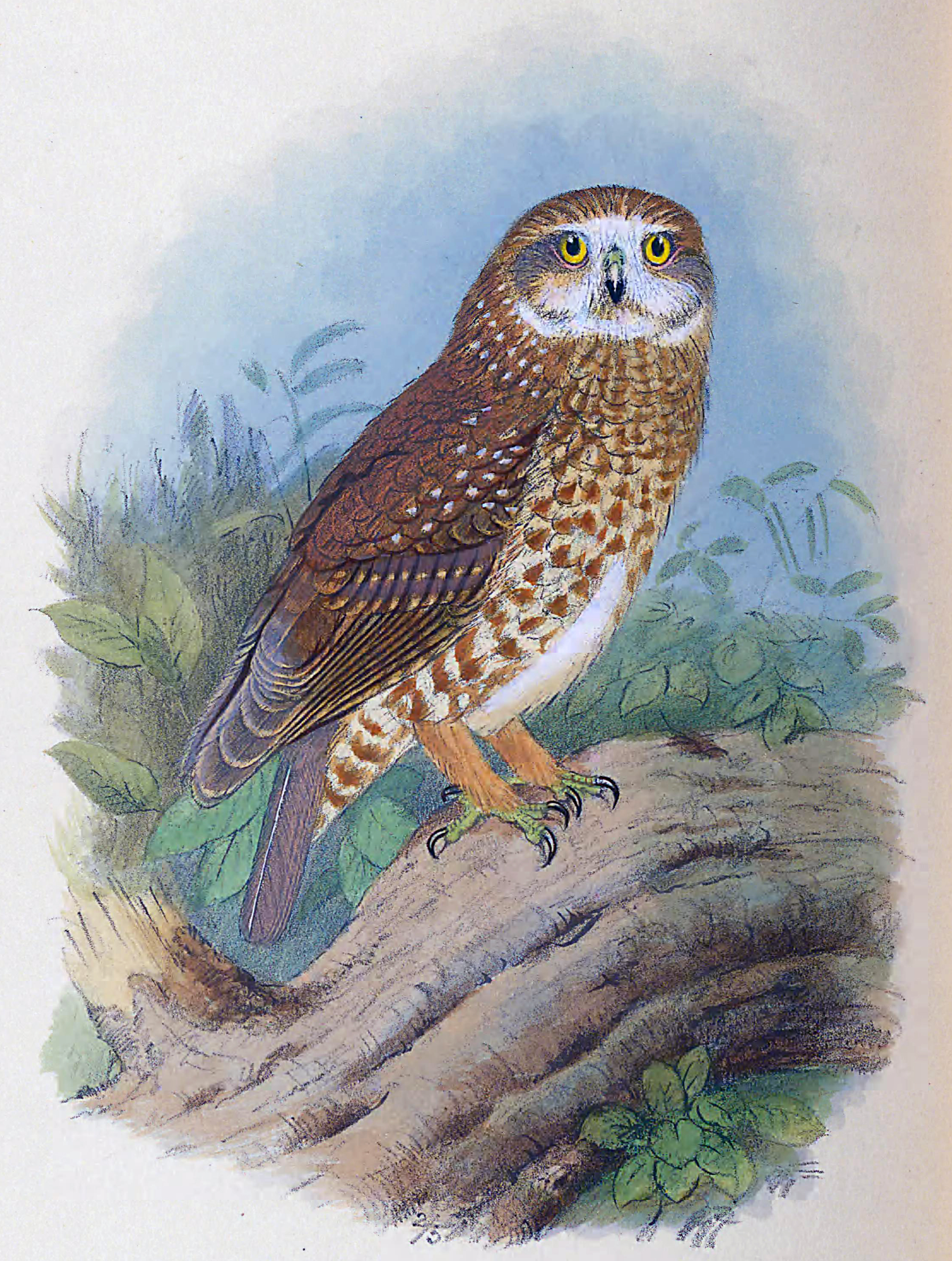
Podgatunek N. n. albaria na ilustracji z The Birds of Australia (1910–28)

W starszym ujęciu systematycznym do N. novaeseelandiae zaliczano uznawaną obecnie za osobny gatunek sowicę australijską (N. boobook), która obejmuje 7 podgatunków zamieszkujących kontynentalną Australię, południową część Nowej Gwinei i Małe Wyspy Sundajskie. Za osobny gatunek została także uznana sowica tasmańska (N. leucopsis), dawniej klasyfikowana jako podgatunek N. novaeseelandiae, występująca na Tasmanii i wyspach Cieśniny Bassa.
Obecnie (2025) Międzynarodowy Komitet Ornitologiczny (IOC) wyróżnia 3 podgatunki sowicy ciemnolicej, podobnie jak serwis Birds of the World i lista ptaków świata opracowywana przy współpracy BirdLife International z autorami HBW.
| Wyróżniane podgatunki                                       | Wyróżniane podgatunki | Wyróżniane podgatunki |
| ----------------------------------------------------------- | --- | --------------------- |
| sowica ciemnolica N. n. novaeseelandiae (J.F. Gmelin, 1788) | Podgatunek nominatywny. Występuje na obu wyspach głównych Nowej Zelandii: Północnej i Południowej oraz na otaczających je mniejszych wyspach.                                                     |                       |
| sowica wyspowa N. n. albaria E.P. Ramsay, 1888              | Wyspa Lord Howe na Morzu Tasmana. Ubarwienie upierzenia jest jaśniejsze od innych podgatunków, biało nakrapiane. Większy od podgatunku nominatywnego i N. n. undulata. Podgatunek wyginął w XX w. |                       |
| sowica kukułcza N. n. undulata (Latham, 1801)               | Wyspa Norfolk. Mały podgatunek, ciemniejszy od N. n. albaria. Podgatunek uważany za wymarły. |                       |

## Morfologia
Długość ciała 29 cm, masa ciała samców 156 g, samic 170 g. Upierzenie ciemne, czerwonawo-brązowe, z płowymi pasami w górnej części ciała.
Żółte lub żółtawo-brązowe nogi są opierzone, z gołymi palcami. Szlara szarawo-biała z białymi lub czerwono-brązowymi brwiami.

## Dieta
Sowica ciemnolica jest drapieżnikiem. Do jej pożywienia zalicza się owady, pająki, jaszczurki, płazy oraz małe i średniej wielkości ssaki, a także inne ptaki i młode pałanki wędrowne (Pseudocheirus peregrinus). Prowadzą nocny tryb życia, choć polują głównie o zmierzchu.

## Status
Międzynarodowa Unia Ochrony Przyrody (IUCN) uznaje sowicę ciemnolicą za gatunek najmniejszej troski (LC – Least Concern).
Podgatunek N. n. albaria z wyspy Lord Howe wyginął około 1940 roku.
Populacja endemicznego dla wyspy Norfolk podgatunku N. n. undulata w latach 80. XX w. zmalała do zaledwie jednej samicy. W 1989 udało się ją z powodzeniem skrzyżować z samcem introdukowanej na wyspę populacji podgatunku N. n. novaeseelandiae. Owa samica po raz ostatni była obserwowana w 1996, a tym samym czysta genetycznie populacja N. n. undulata wymarła i spotykane są jedynie hybrydy.